# Барышня-крестьянка (фильм, 1916)
«Барышня-крестьянка» (1916) — немой художественный фильм Ольги Преображенской и Владимира Гардина по мотивам одноимённой повести Пушкина. Премьера состоялась 4 февраля 1917 года. Фильм не сохранился.
Режиссёрский дебют Ольги Преображенской.

## Съёмки
Натуру снимали в Нескучном саду, в садах и особняках Найдёновой. Под Москвой снимали сцены охоты. Фильм получился, его хвалили.— О. Преображенская «Воспоминания» — М., 1965, стр. 170

## Художественные особенности
Инсценирована повесть весьма удачно, в постановке вполне соблюдена эпоха; действие развивается планомерно, места съёмки выбраны подходящие; съёмка очень хорошая.— «Кинобюллетень», 1918, стр. 18